# Принцип равномерной ограниченности
Принцип равномерной ограниченности или Теорема Банаха — Штейнгауза — фундаментальный результат функционального анализа.
Теорема утверждает, что поточечная и равномерная ограниченности эквивалентны для семейств непрерывных линейных операторов, заданных на Банаховом пространстве.

## История
Теорема была доказана Банахом и Штейнгаузом и независимо Хансом Ханом.

## Формулировка
Пусть {\displaystyle X} — Банахово пространство, {\displaystyle Y} — нормированное векторное пространство, {\displaystyle F} — семейство линейных непрерывных операторов из {\displaystyle X} в {\displaystyle Y}.
Предположим, что для любого {\displaystyle x\in X} выполняется
{\displaystyle \sup \nolimits _{T\in F}\|T(x)\|_{Y}<\infty .}
Тогда
{\displaystyle \sup \nolimits _{T\in F,\|x\|=1}\|T(x)\|_{Y}=\sup \nolimits _{T\in F}\|T\|_{{\mathcal {L}}(X,Y)}<\infty .}

## Следствия
Если последовательность ограниченных операторов на банаховом пространстве сходится поточечно, то её поточечный предел является ограниченным оператором.

## Вариации и обобщения
- Бочечное пространство — наиболее общий тип пространств в которых выполняется принцип равномерной ограниченности.
- Принцип ограниченности выполняется для семейств отображений из {\displaystyle X} в {\displaystyle Y,} если {\displaystyle X} является пространством Бэра и {\displaystyle Y} — локально выпуклое пространство.

## Список литературы
- Banach, Stefan; Steinhaus, Hugo (1927), Sur le principe de la condensation de singularités (PDF), Fundamenta Mathematicae (фр.), 9: 50–61
- Bourbaki, Nicolas (1987), Topological vector spaces, Elements of mathematics, Springer, ISBN 978-3-540-42338-6
- Dieudonné, Jean (1970), Treatise on analysis, Volume 2, Academic Press.
- Rudin, Walter (1966), Real and complex analysis, McGraw-Hill.
- Shtern, A.I. (2001), Banach–Steinhaus theorem, in Hazewinkel, Michiel (ed.), Encyclopedia of Mathematics (англ.), Springer, ISBN 978-1-55608-010-4.
- Sokal, Alan (2011), A really simple elementary proof of the uniform boundedness theorem, Amer. Math. Monthly, 118: 450–452, arXiv:1005.1585, doi:10.4169/amer.math.monthly.118.05.450.
- Вайнберг М. М. Функциональный анализ. — М.: Просвещение, 1979. — 128 с.